# Josepha Hofer
Maria Josepha Hofer, nata Weber (Zell im Wiesental, 1758 – Vienna, 29 dicembre 1819), è stata un soprano tedesco.
Josepha Weber (da maritata Hofer, in seconde nozze Meyer), cognata di Mozart, fu il primo soprano a sostenere il ruolo della Regina della Notte nella sua opera Il flauto magico.